# Acrotomodes amplificata
Acrotomodes amplificata es una especie de polilla perteneciente a la familia Geometridae, descrita por primera vez por el lepidopterólogo francés Paul Dognin en 1924 y se puede encontrar distribuidas en Brasil.

## Descripción
Es una polilla mediana, con una envergadura de 42 milímetros (1,7 plg). La cabeza y tórax son de color marrón claro, las escamas con puntas blancas. 
La cara superior de las cuatro alas es marrón rojizo fuertemente vidriada con lila, sembrada bastante regularmente con numerosas manchas negras más o menos arenadas de blanco, con dos líneas comunes: una antemediana bastante gruesa y una postmediana más delgada. El envés de las alas es ocráceo parduzco, con blanqueamiento en las regiones internas, salpicado regularmente de vetas negras, con los flecos pardo rojizos.